# Zálší, Tábor
Zálší là một làng thuộc huyện Tábor, vùng Jihočeský, Cộng hòa Séc.